# Jamrin
Jamrin (tiếng Ả Rập: جمرين; phiên âm: Jamrīn, cũng đánh vần Jimrin, Jemrin và Jemarrin) là một ngôi làng ở miền nam Syria, một phần hành chính của Tỉnh Daraa, nằm ở phía đông Daraa và ngay phía bắc Bosra. Các địa phương lân cận khác bao gồm Maaraba ở phía tây, Kharaba ở phía tây bắc, al-Mujaymer ở phía bắc và al-Qurayya ở phía đông. Theo Cục Thống kê Trung ương Syria (CBS), Samad có dân số 1.000 người trong cuộc điều tra dân số năm 2004.

## Lịch sử

### Thời cổ xưa
Ngay phía bắc Jamrin là La Mã -era Jamrin Cầu. Năm 543, trong thời kỳ Byzantine, một nhà thờ dành riêng cho thánh Stephen được xây dựng tại Jamrin.

### Thời đại Ottoman
Năm 1596, nó xuất hiện trong sổ đăng ký thuế của Ottoman dưới tên Jimrin, là một phần của nahiya (cấp dưới) của Bani Nasiyya trong Qada Hauran. Nó có một dân số hoàn toàn Hồi giáo bao gồm 15 hộ gia đình và 5 cử nhân. Họ đã trả mức thuế cố định 40% cho các sản phẩm nông nghiệp, bao gồm lúa mì, lúa mạch, vụ mùa hè, ngoài các khoản thu không thường xuyên; tổng cộng 6.330 akçe. Năm 1838, nó được ghi nhận là một tàn tích, Jemurrin, nằm ở "vùng đồng bằng Nukra [Hauran], phía đông Al-Shaykh Maskin ".

### Kỷ nguyên hiện đại
Kể từ những năm 1980, cư dân của Jamrin thuộc về ba gia tộc, với văn phòng của mukhtar (người đứng đầu) của làng được lấp đầy bởi các thành viên của tộc Kafarnah.